# Tha' mai alliós
«Tha' mai alliós» (en griego Θα' μαι Αλλιώς, «Seré diferente») es una canción grabada por la artista griega Helena Paparizou. La canción fue grabada con el propósito de que se incluyera en la segunda reedición del álbum 'Vrisko to logo na zo', que se titularía 'Platinum Edition'. Lanzada el 10 de abril de 2009, como single de descarga digital. Por circunstancias personales, sobre todo familiares, la idea de lanzar la nueva reedición del disco se echó atrás y fue por eso por lo que la canción quedó como descarga digital sin pertenecer a ningún álbum de la artista.

## Sobre la canción
La canción entró en la lista de canciones griegas del canal de televisión griego, Mad TV, el 12 de abril de 2009. La canción también fue utilizada para la promoción de un refresco griego '"Ibi"(Hβη)'. La empresa de refrescos escogió como su imagen publicitaria a Helena Paparizou puesto que simboliza la nueva filosofía; como la frescura, la naturalidad, la autenticidad, la buena voluntad y el humor.

## Videoclip
El videoclip está dirigido por Maria Skoka. El video comienza con Helena cuando se levanta por la mañana y comienza a bailar y saltar por toda la habitación. Cuando ella bebe el refresco al que hace promoción '"Ibi"(Hβη)', es como si cambiará radicalmente. Ella, comienza a maquillarse y sale por un jardín cantando, hasta que llega a una zona llena de velas donde se sienta en una butaca y así es como termina el video. El video hace referencia a la letra de la canción, puesto que es "Seré diferente" y la canción habla de que ya está cansada y va a cambiar. Trozos del videoclip fueron tomados para hacer el spot publicitario.
- Datos: Q2405630